# Nob (plaats)

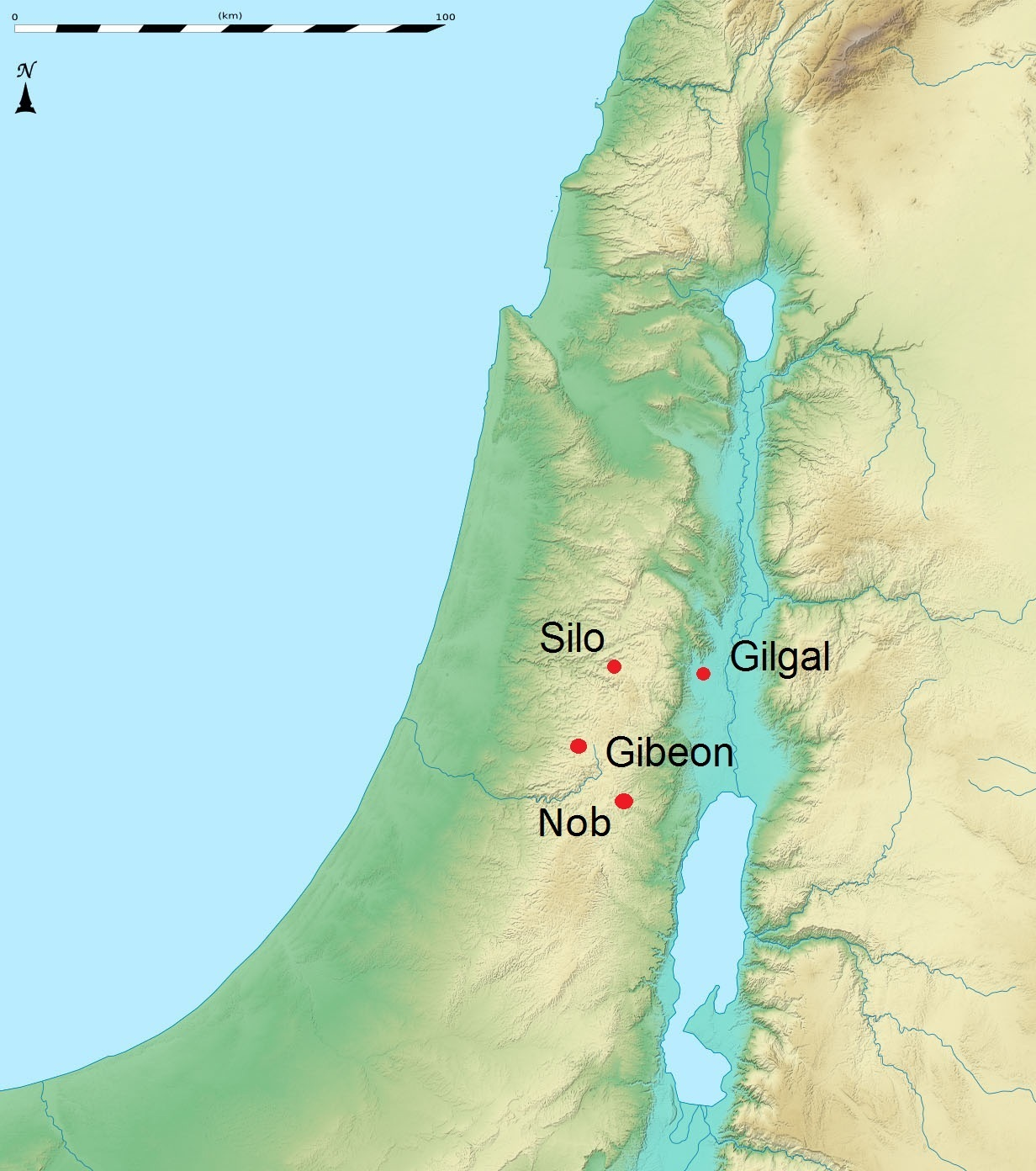
De locaties (ter indicatie) waar de tabernakel in Israël achtereenvolgens werd opgericht: Gilgal, Silo, Nob en Gibeon

Nob was een priesterlijke plaats in Israël die in de buurt lag van Jeruzalem en vermoedelijk tot de stam van Benjamin behoorde. Mogelijk lag de plaats noordoostelijk van Jeruzalem.

## Vermeldingen in de Bijbel
Nob was volgens de Hebreeuwse Bijbel een van de plaatsen in Israël waar de tabernakel werd geplaatst. Toen David op de vlucht was voor koning Saul, aten hij en zijn soldaten hier van het vervangen toonbrood, nadat ze de hogepriester Achimelech hadden verzekerd ceremonieel rein te zijn. Na om een wapen gevraagd te hebben, kreeg David het zwaard van Goliat mee. Doëg was een dienaar van Saul en was aanwezig bij deze gebeurtenis. Hij lichtte Saul in en vermoordde later de priesters, de inwoners van Nob en haar veestapel.
Jesaja noemt de plaats in een visionaire beschrijving van een vijandige campagne die zich vanuit het noorden van Jeruzalem naar Nob beweegt. Met de aankomst in Nob, de laatste van twaalf stations van deze inzet, is er een onmiddellijke en acute bedreiging voor de hoofdstad.
Nadat de Israëlieten terugkeerden uit de Babylonische ballingschap vestigden enkele Benjaminieten zich in Nob.